# أنس وهيم
أنس وهيم (بالفرنسية : Anas Ouahim) من مواليد 27 سبتمبر 1997 بمدينة ليفركوزن الألمانية , هو لاعب ألماني من أصل مغربي.

## نبذة شخصية
أنس وهيم من أسرة مغربية مهاجرة لألمانيا

## مسيرته الرياضية
هو لاعب كرة قدم يلغب مع الفريق الألماني FC Kaiserslautern